# NaITO
株式会社NaITO（ナイトウ、英: Naito & Co.,Ltd.）は、東京都北区に本社を置く機械工具の専門商社。

## 概要
1945年（昭和20年）創業の機械工具の専門商社。特に切削工具の取扱はトップシェアになる。2003年（平成15年）、第三者割当増資を実施し岡谷鋼機がこれを引き受けその他関連会社となった。2004年には取引金融機関から190億円の債務免除を受けた。2005年（平成17年）には岡谷鋼機が新株予約権を行使したことにより同社の子会社となった。

## 沿革
- 1945年（昭和20年）12月 - 創業。
- 1953年（昭和28年）1月 - 「株式会社内藤商店」を設立[1]。
- 1964年（昭和39年）1月 - 「株式会社内藤」に商号を変更[1]。
- 1999年（平成11年）12月 - 日本証券業協会（現・ジャスダック）に株式を店頭登録[1]。
- 2003年（平成15年）3月 - 第三者割当増資を実施。岡谷鋼機株式会社がこれを引き受けその他関連会社となる。
- 2004年（平成16年）3月末まで-主力取引銀行であったみずほ銀行をはじめとする取引金融機関による上限190億円の債務免除を受ける。
- 2005年（平成17年）3月 - 岡谷鋼機株式会社の子会社となる[1]。
- 2008年（平成20年）7月 - 「株式会社NaITO」に商号を変更[1]。
- 2016年（平成28年）5月 - 監査役会設置会社から監査等委員会設置会社へ移行[1]。
- 2022年（令和4年）4月 - 東京証券取引所の市場区分見直しJASDAQ市場からスタンダード市場へ移行。[1]

## 国内拠点[2]

### 本社
- 本社（東京都台東区東上野5-1-5日新上野ビル3F）

　 — 人事総務室・営業企画部・経理室 他

### 支店・事務所
- 北海道・東北エリア
  - 札幌支店（北海道札幌市）
  - 東北支店（宮城県仙台市）
  - 山形事務所（山形県山形市）
  - 郡山事務所（福島県郡山市）
  - 北東北事務所（岩手県盛岡市）
- 関東エリア
  - 北関東支店（群馬県太田市）
  - 宇都宮事務所（栃木県宇都宮市）
  - 東京第一支店・東京第二支店（東京都荒川区東日暮里3-27-10）
  - 勝田事務所（茨城県ひたちなか市）
  - 埼玉事務所（埼玉県桶川市）
  - 西東京支店（神奈川県相模原市）
  - 京浜事務所（東京都大田区）
- 中部エリア
  - 新潟支店（新潟県新潟市）
  - 信州支店（長野県上田市）
  - 岡谷事務所（長野県岡谷市）
  - 静岡支店（静岡県静岡市）
  - 名古屋第一支店・名古屋第二支店（愛知県名古屋市）
  - 四日市事務所（三重県四日市）
  - 岐阜事務所（岐阜県羽島郡）
  - 浜松支店（静岡県浜松市）
  - 安城支店（愛知県安城市）
  - 北陸支店（石川県金沢市）
- 近畿エリア
  - 大阪第一支店・大阪第二支店（大阪府東大阪市）
  - 神戸事務所（兵庫県明石市）
  - 京都支店（京都府京都市）
- 中国・四国・九州・沖縄エリア
  - 岡山支店（岡山県岡山市）
  - 広島支店（広島県広島市）
  - 九州支店（福岡県福岡市）
  - 北九州事務所（福岡県北九州市）

### 物流拠点
- 東日本物流センター（群馬県太田市）
- 中部物流センター（愛知県名古屋市）
- 西日本物流センター（大阪府東大阪市）
  - 札幌ロジ（北海道札幌市）
  - 東京ロジ（東京都荒川区）
  - 九州ロジ（福岡県福岡市）

## 関連会社
- 岡谷鋼機株式会社
- NAITO VIETNAM CO.,LTD.（ベトナム）
- SOMAT CO.,LTD（タイ）
- 藤中工具（上海）有限公司（中国）